# Néné Diamé
Néné Diamé (Saint-Louis, 2 aprile 1986) è un'ex cestista senegalese.

## Carriera
Con il Senegal ha disputato due edizioni dei Campionati mondiali (2006, 2010).